# مریتا (میسیسیپی)
مریتا (به انگلیسی: Marietta) شهرکی در ایالت میسیسیپی کشور ایالات متحده آمریکا است که جمعیت آن در سرشماری سال ۲۰۱۰ میلادی، ۲۵۶
نفر بوده‌است.